# Novacelles
Novacelles ist eine französische Gemeinde mit 153 Einwohnern (Stand 1. Januar 2022) im Département Puy-de-Dôme in der Region Auvergne-Rhône-Alpes (vor 2016 Auvergne). Sie gehört zum Arrondissement Ambert und zum Kanton Ambert (bis 2015 Arlanc).

## Geographie
Novacelles liegt etwa 63 Kilometer südöstlich von Clermont-Ferrand und etwa 70 Kilometer westlich von Saint-Étienne im Regionalen Naturpark Livradois-Forez. Umgeben wird Novacelles von den Nachbargemeinden Saint-Bonnet-le-Chastel im Norden und Nordwesten, Arlanc im Osten, Mayres im Südosten, Saint-Sauveur-la-Sagne im Süden, Doranges im Südwesten sowie Saint-Bonnet-le-Bourg im Westen.

## Bevölkerungsentwicklung
| Jahr                       | 1962 | 1968 | 1975 | 1982 | 1990 | 1999 | 2006 | 2013 |
| Einwohner                  | 262  | 260  | 234  | 201  | 173  | 146  | 150  | 139  |
| Quellen: Cassini und INSEE |      |      |      |      |      |      |      |      |

## Sehenswürdigkeiten
- Kirche Saint-Pierre, Monument historique
- Schloss Novacelles

## Weblinks

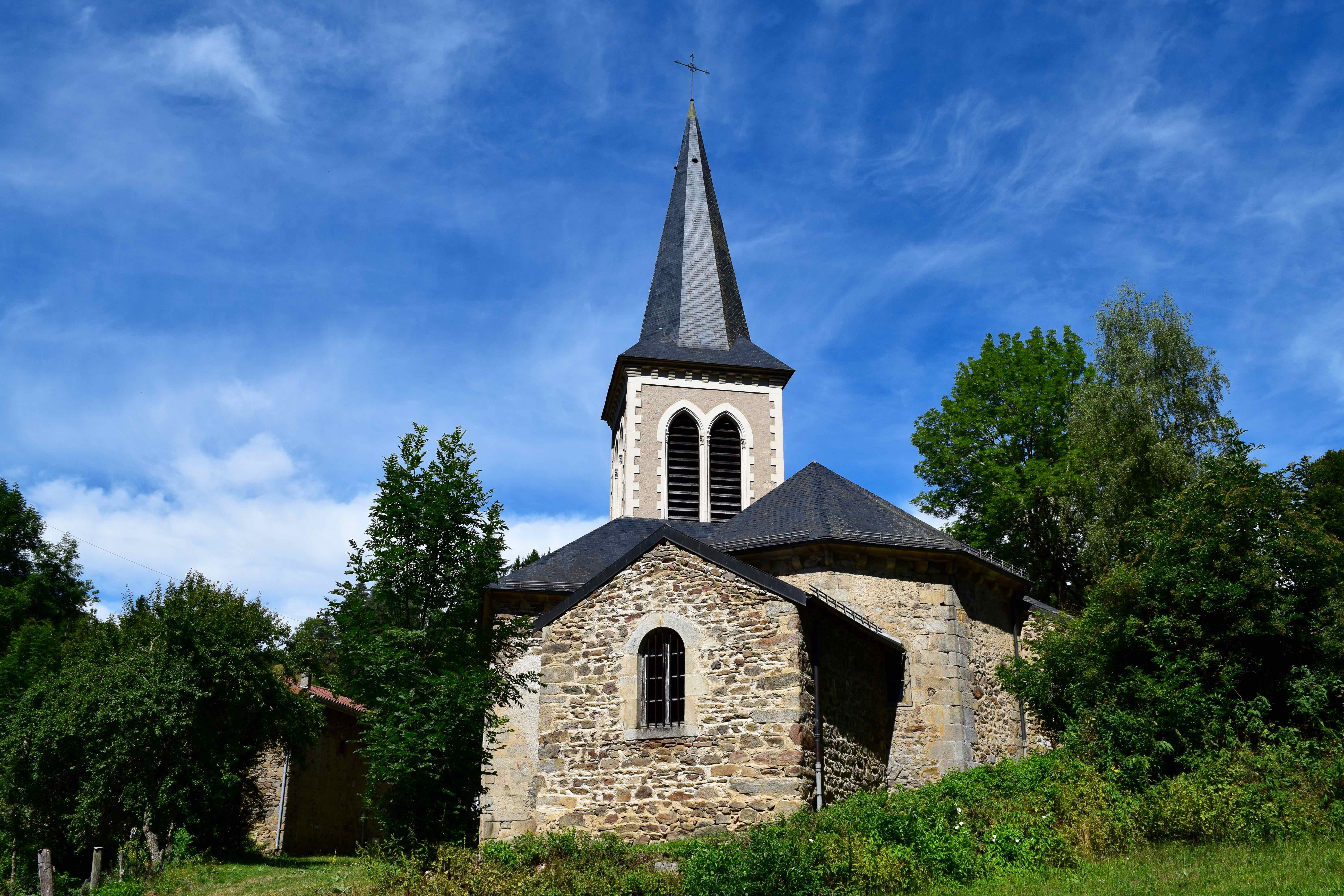
Kirche Saint-Pierre